# Cochuah

División de las jurisdicciones o cacicazgos mayas en el siglo XVI según Ralph L. Roys.

Cochuah (del idioma maya: Toponímico; K-, nuestro; o'och, alimento; waaj, pan, tortilla. Nuestro alimento de pan, tortilla), es el nombre de una de las dieciséis provincias en que se dividía la península de Yucatán a la llegada de los conquistadores españoles, en la primera mitad del siglo XVI.
Tras la destrucción de Mayapán (1441-1461), en la Península de Yucatán, se crearon grandes rivalidades entre los mayas, y  se formaron 16 jurisdicciones independientes llamadas kuchkabal (del maya: provincia o comarca). En cada kuchkabal había un halach uinik (del maya: Hombre de hecho; Hombre de mando), quien era el jefe con la máxima autoridad militar, judicial y política y que vivía en una ciudad principal considerada la capital de la jurisdicción.

## Datos históricos y territoriales
Colindó el cacicazgo, al norte con el de Cupul, al poniente con Sotuta, Tutul Xiu y Chakán Putún y al oriente con el de Ekab y Uaymil, conforme al mapeo realizado por Ralph L. Roys.
Algunos autores como Héctor Pérez Martínez en sus notas a la séptima edición (1938) de la Relación de las cosas de Yucatán de fray Diego de Landa dice que la capital de Cochuah era Tixhotzuc, citando a Juan Francisco Molina Solís; sin embargo, según Yucatán en el tiempo, Chunhuhub (actualmente en el municipio de Felipe Carrillo Puerto, Quintana Roo) parece haber sido la ciudad principal, muy cerca de la provincia de Uaymil. A partir de esa ciudad, hacia el oriente y el sur, se extendían grandes bosques sin muchas poblaciones hasta llegar a la Bahía de la Ascensión, que algunos autores consideran que formó parte de la jurisdicción de Cochuah. Parece que el halach uinik de la región era Nakahum Cochuah quien en 1579 residía en Tihosuco, lo que refuerza la tesis de que esta población era la verdadera capital. El líder y su cacicazgo tenían relaciones sólidas con los de la provincia de Cupul y con Sotuta y los tres cacicazgos estuvieron unidos en contra de los conquistadores españoles.
Aparte de Tihosuco y Chunhuhub, otros poblados importantes de la comarca fueron Tiholop, Tinum, Ichmul y Chikindzonot. Recientemente se han venido desarrollando trabajos arqueológicos y de exploración en Yo'okop, sitio que parece haber tenido importancia durante el periodo posclásico y mucho después, en el siglo XIX como epicentro de la guerra de castas durante la cual los indígenas sublevados se refugiaron en esa región de la península de Yucatán.
Esta región se encuentra ubicada en el actual municipio de José María Morelos del estado de Quintana Roo.